# Ángel Sandoval (provins)

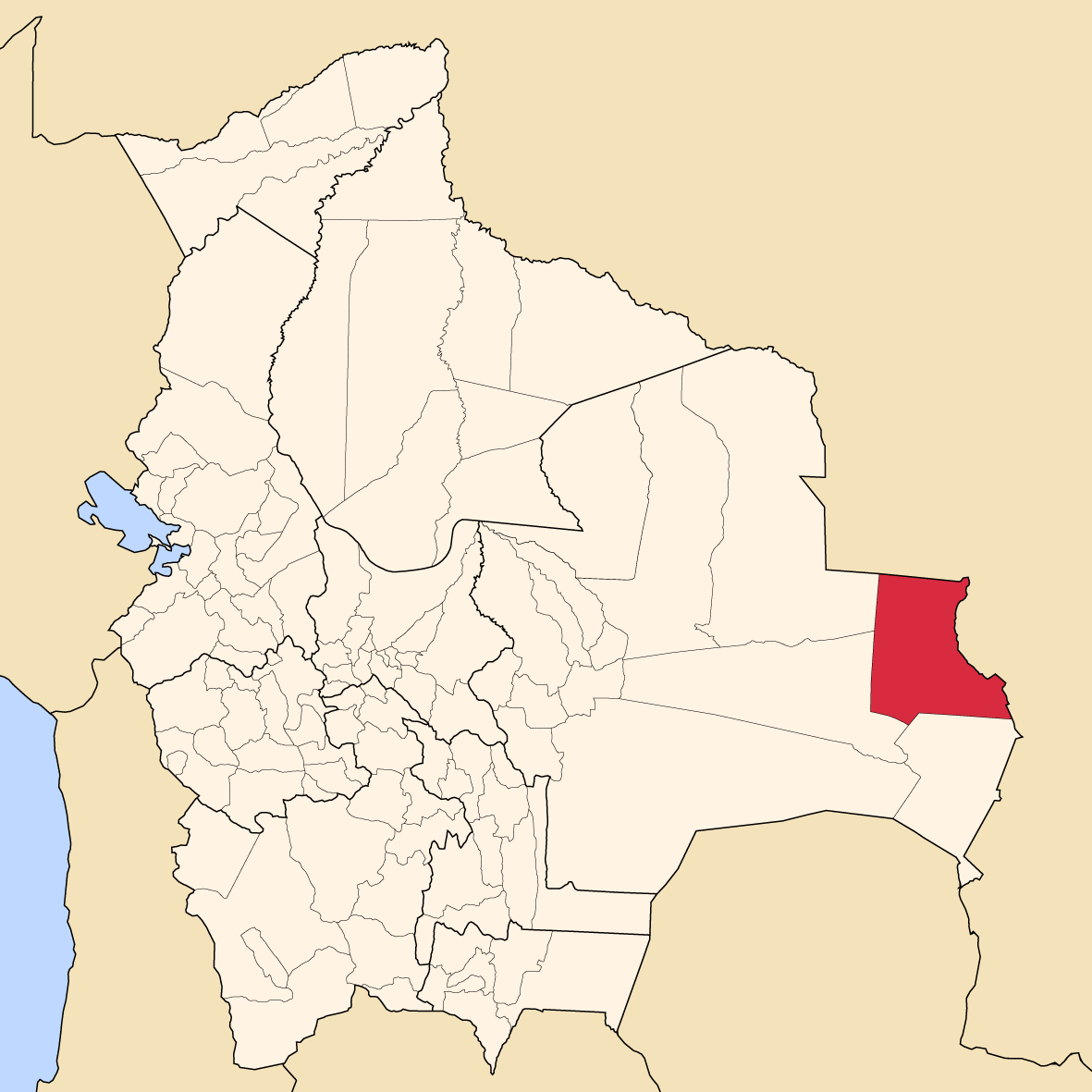
Provinsens läge i Bolivia

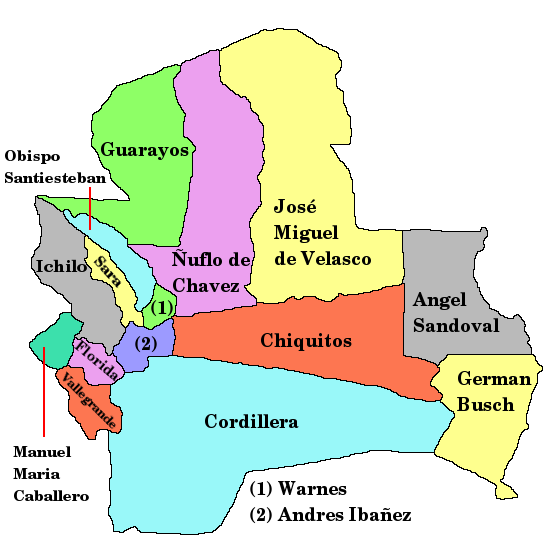
Provinser i Santa Cruz

Ángel Sandoval är en provins i departementet Santa Cruz i Bolivia. Den administrativa huvudorten är San Matías.